# Die Original Bauernsfünfer
Die Original Bauernsfünfer sind ein Oberpfälzer Mundart-Musikkabarettduo aus Edelsfeld, bestehend aus Dominik Niklas („Da Oine“; hochdeutsch: „Der Eine“) und Uli Radl („Da Aaner“; hochdeutsch: „Der Andere“).

## Wirken
Das Duo tritt live vorwiegend im bayerischen Raum auf und war bereits mehrfach im Fernsehen zu sehen und im Rundfunk zu hören. Musikalisch ist der Musikstil, den das Duo selbst „Yatz“ nennt, durch verschiedene Genres beeinflusst. Die Original Bauersfünfer nutzen hierbei verschiedene Musikinstrumente und Gebrauchsutensilien als Klangkörper. Auf Konzerten lässt sich das Duo von Bernd Pirner alias „Weberknecht“ begleiten.

## Mitglieder
Dominik Niklas (* 1981) ist studierter Diplom-Klarinettist und tritt auch solo auf. Er besuchte die Städtische Sing- und Musikschule Sulzbach-Rosenberg und studierte an der Robert Schumann Hochschule Düsseldorf und am Orchesterzentrum NRW. Er spielt/spielte bei den Heidelberger Sinfonikern, im Deutschen Radio Kammerorchester, im Ensemble Melisma, bei  Supergroup & The Trash Connection (TCC), bei Lidschi & The Melodymakers, bei The Sleazy Beatniks und in der Bettler Big Band.
Ulrich „Uli“ Radl (* 1974) ist Sonderschullehrer und -konrektor am Sonderpädagogischen Förderzentrum Eschenbach. Auch er besuchte die Städtische Sing- und Musikschule Sulzbach-Rosenberg. Er studierte an der Julius-Maximilians-Universität Würzburg. Wie auch Niklas spielt er bei Supergroup & TTC, Lidschi & The Melodymakers und in der Bettler Big Band, ferner auch bei No Quarter.

## Auszeichnungen
- Kulturpreis der Stadt Sulzbach-Rosenberg als Mitglieder der Bettlerbigband.
- 2013: Kabarettpreis, Vohenstraußer KabarettTage[7]
- 2014: Thurn-und-Taxis-Kabarettpreis[8]
- 2015: Kulturpreis des Bezirks Oberpfalz in der Kategorie „Neuer Heimatklang“[9]
- 2022: Dialektpreis Bayern